# Rt-kula
| Rt kula |  | Rt kula                                       |
| Rt kula |  | Gabela oko 1700. (Tore Vechio u desnom kraju) |

Rt-kula (lokalnog naziva Kulina na Krupi) je srednjovjekovna utvrda koja se nalazi pored mjesta Dračevo u Gradu Čapljina. Proglašena je nacionalnim spomenikom Bosne i Hercegovine.
Ne postoje točni podatci o njenu nastanku, ali se na osnovu povijesnih podataka njen nastanak datira u 17. stoljeće. Prvi pisani spomen Rt kule nalazi se u putopisu Evlije Čelebija koji spominje Kor kulu koju je sagradio izvjesni Kodža Mustafa-paša, vezir Mehmeda II. U mletačkom planu Čitluka - Gabele iz 1678. kula se spominje pod imenom Tore Vechio (Stara kula), a na planu iz 1695. spominje se pod nazivom Tore di Kruppe (kula Krupa). Obzirom na mletačko ime Stara kula, pretpostavlja se da je Rt kula izgrađena kao dio obrambenog sustava Osmanskog Carstva na granici s Mletačkom Republikom, a najvjerojatnije u svrhu sprječavanja krijumčarenja, rasprostranjenog u dolini Neretve. Novi spomen Rt kule nalazi se početkom 18. stoljeća, u vrijeme Osmansko-mletačkog rata kada (prema Ivi Smoljanu) povlačeći se iz Gabele Mlečani sav Čifluk sa susjednim kulama digoše u lagum početkom 1716. Nakon povlačenja Mlečana, osmanska je vlast ponovno obnovila obrambenu liniju, pa tako i vjerojatno Rt kulu. Kula se još spominje i u vrijeme Hercegovačkog ustanka kada je pod vodstvom don Ivana Musića došlo i do sukoba u Dračevu, a metom ustanika bio je most uzvodno od kule i ova kula. Prigodom obilježavanja 120. obljetnice Hercegovačkog ustanka, Općina Čapljina je u neposrednoj blizini Rt kule 1995. podigla spomen obilježje.
Kula pripada manjim fortifikacijskim objektima kružnog oblika, unutarnjeg promjera 3,60 metara. Izgrađena je na lijevoj obali rijeke Krupe, i to na kamenoj litici, te je stoga njena visina s unutarnje strane 7-8 metara, a s vanjske doseže 10 metara. Građena je od kamenih blokova povezanih žbukom, zidova debljine oko 1,20 metara. Sačuvan je dio južnog zida, a na ističnom dijelu vidljiv je ulaz, lučni otvor dimenzija 1,20×2,60 metara. Na osnovu slika i crteža iz 1878. vidljivo je bilo da su ispred ulaza postojalo stepenište koje je spajalo ovu kulu s drugom, kvadratnog oblika, koja je bila izgrađena na platou ispod ove kule, uz samu rijeku. Oko Rt kule s jugoistočne, istočne i sjevernoistočne strane nalaze se ostatci zidova, debljine od 70 do 90 cm te visine od 30 cm do 5 metara, ukupne duljine od oko 24 metra.

## Vanjske poveznice
|  | Zajednički poslužitelj ima još gradiva o temi Rt-kula |

- Turci su bili potučeni u Gabeli (autor don Ivica Puljić) Arhivirana stranica Slobodne Dalmacije (objavljeno 29. svibnja 2004.)